# Pavel Latuško
Pavel Latuško (* 10. února 1973, Minsk, Bělorusko) je běloruský politik a diplomat. V letech 2009 až 2012 byl ministrem kultury.
Po prezidentských volbách v roce 2020 se stal jedním z lídrů běloruské opozice. Bělorusko byl později donucen opustit a žije v Polsku. V březnu 2023 byl v Bělorusku odsouzen k 18 letům vězení. 

## Život
Vystudoval práva na Běloruské státní univerzitě.
V letech 2002 až 2008 byl velvyslancem Běloruska v Polsku. Poté byl do roku 2012 byl ministrem kultury. Nato byl opět jmenován velvyslancem, tentokrát ve Francii, od roku 2013 ve Španělsku a Portugalsku. V této funkci sloužil do ledna 2019.
V březnu téhož roku byl jmenován ředitelem divadla Janka Kupala v Minsku. Když po prezidentských volbách v roce 2020 odsoudil policejní brutalitu vůči demonstrantům, byl z divadla vyhozen. Ze solidarity s ním pak z divadla odešli i někteří herci.
V Bělorusku bývá Latuško zmiňován jako kandidát opozice na nového prezidenta. Kvůli rostoucímu tlaku na opozici však Bělorusko opustil a pobýval v Německu i v České republice, kde se dvakrát setkal s ministrem zahraničí a místopředsedou ČSSD Tomášem Petříčkem. Latuško uvedl, že je naštvaný na českého premiéra Andreje Babiše za to, že se kvůli jeho odmítavému postoji neuskutečnila polskými představiteli navržená schůzka běloruské opozice s premiéry Polska, Maďarska, ČR a Slovenska během summitu Visegrádské čtyřky v září 2020 v polském Lublinu. V říjnu 2020 Latuško ve Varšavě založil opoziční platformu Národní protikrizové řízení. 
V srpnu 2022 Svjatlana Cichanouská Latuška jmenovala členem prozatímní exilové vlády. V březnu 2023 byl v Bělorusku v nepřítomnosti odsouzen k 18 letům vězení.